# N227 (België)
De N227 is een route in België vanuit het zuiden van de provincie Antwerpen, doorheen Vlaams-Brabant doch eventjes door het Brussels Gewest, tot net in Waals-Brabant. Over 24 kilometer als secundaire weg verbindt hij Mechelen met het Vierarmenkruispunt in Tervuren. Van daar als autoweg valt hij samen met de Grote Ring ten zuidoosten van Brussel tot uitrit 28 te Waterloo.

## Traject
De N227 begint aan de Brusselpoort in Mechelen en loopt over het hele traject in een zuidelijke richting om in Tervuren de N3 te kruisen (Vierarmenkruispunt) boven op de Vierarmentunnel en rechtdoor als R0 het Zoniënwoud te doorsnijden. Mede omwille van dit natuurgebied is dit stukje R0/E19 geen volwaardige autosnelweg maar niettemin een flink uitgebouwde autoweg. Behoudens vanuit gemeenten in de buurt van Tervuren, gebruikt men beter de A1-E19 via het noordoostelijk deel van de R0 om de Vierarmen te bereiken of te passeren.

## Plaatsen langs de N227
- Mechelen (prov. Antwerpen)
- Werfheide (prov. Vlaams-Brabant)
- Hofstade (prov. Vlaams-Brabant)
- Elewijt (prov. Vlaams-Brabant)
- Boekt (prov. Vlaams-Brabant)
- Perk (prov. Vlaams-Brabant)
- Steenokkerzeel (prov. Vlaams-Brabant)
- Nossegem (prov. Vlaams-Brabant)
- Sterrebeek (prov. Vlaams-Brabant)
- Wezembeek-Oppem (prov. Vlaams-Brabant)
- Kraainem (grondgebied) (prov. Vlaams-Brabant)
- Zoniënwoud:
  - Tervuren (grondgebied) (prov. Vlaams-Brabant)
  - Oudergem (grondgebied) (Hoofdstedelijk Gewest)
  - Watermaal-Bosvoorde (grondgebied) (Hoofdstedelijk Gewest)
  - Overijse (grondgebied) bij Jezus-Eik (prov. Vlaams-Brabant)
  - Hoeilaart (grondgebied) bij Groenendaal (prov. Vlaams-Brabant)
- Waterloo (grondgebied) (prov. Waals-Brabant)

## Aftakkingen

### N227a
De N227a is een 1 kilometer meter lange aftakking in Mechelen. De weg begint bij het Station Mechelen met de rotonde van de N1 en vervolgt de route naar het Kanaal Leuven-Dijle. Nadat het een stukje in zuidoostelijke richting is gegaan gaat de weg over het kanaal en sluit het aan op de N227 op de Jubellaan. De weg draagt onder andere de naam Colomalaan en bestaat uit twee rijstroken voor beide rijrichtingen samen.

### N227b
De N227b is een voormalig wegnummer wat nog vaak wel te vinden is op borden bij de plaats Steenokkerzeel. De oorspronkelijke N227 ging hier door het dorp heen. De N227b werd om het dorp heen aangelegd. Tegenwoordig is de weg vernummerd en is het wegnummer door het dorp heen komen te vervallen en heeft de weg om het dorp het nummer N227 gekregen.

### N227c
De N227c is een weg op de grens van Kraainem en Sint-Lambrechts-Woluwe. De route die over de Grensstraat gaat sluit op geen enkele wijze aan op de N227. Echter sluit de 550 meter lange route wel aan op de N226 en N226a.
De route van de N227c begint bij de kruising met de Meiklokjeslaan en kruist onderweg de Wezembeeklaan (N226) en gaat vervolgens verder tot aan de Kraainemlaan (N226a).